# Garcia I de Lleó
Garcia I de Lleó (ca. 871 - 914) fou rei de Lleó (910-914).

## Orígens familiars
Fill primer d'Alfons III d'Astúries i Ximena. Va heretar el Regne de Lleó a la mort del seu pare, mentre els seus germà petit Ordoni rebia el Regne de Galícia i Fruela rebia Astúries.

## Ascens al tron
Juntament amb els seus germans, i contravenint la tradició de successió, es va repartir el regne en contra de la voluntat del seu pare o, si més no, sense la seva conformitat. Hom afirma que va conspirar contra Alfons III, amb la connivència de la seva mare i del seu sogre, però no va tenir èxit en el seu primer intent i va ser empresonat a Zamora i traslladat en custòdia fins al castell de Gozón, situat al costat d'Avilés. Va ser alliberat pels seus germans amb l'ajuda del comte de Castella i van destronar o forçar l'abdicació del seu pare, que es va retirar a la vila de Boides, a prop del monestir de San Salvador de Valdediós, tot i que va morir a Zamora el 910.

## Regnat
Garcia I va traslladar la capital del nou regne a la ciutat de Lleó, donant inici al regne de Lleó, tot i que els monarques lleonesos van utilitzar durant molt de temps la titulació astur conscients del seu passat.
Durant el primer any de regnat va combatre els musulmans, tot i que en general va viure un període tranquil gràcies a les lluites internes d'Al-Andalus. També es dedicà a repoblar la regió del Duero.

## Núpcies
Es casà amb Nuna Muñoz, filla del comte d'Amaya Nunyó Fernández. Però d'aquest matrimoni no hi hagué descendència.
A la mort del Garcia I el 19 de gener de 914, i sense hereus, el seu germà Ordoni fou proclamat rei de Lleó, alhora que ho era de Galícia.